# (39871) Lucagrazzini
(39871) Lucagrazzini es un asteroide perteneciente al Cinturón de asteroides, región del sistema solar que se encuentra entre las órbitas de Marte y Júpiter.
Fue descubierto el 27 de febrero de 1998 por Maura Tombelli y el también astrónomo Giuseppe Forti desde la Estación de la Cima Ekar.

## Designación y nombre
Designado provisionalmente como 1998 DB33. Fue nombrado por Luca Grazzini (n. 1974) quien es miembro del equipo de astrometría del Observatorio Astronómico Beppe Forti (código K83) en Montelupo Fiorentino, Italia.

## Características orbitales
Lucagrazzini está situado a una distancia media del Sol de 2,570 ua, pudiendo alejarse hasta 2.928 ua y acercarse hasta 2,212 ua. Su excentricidad es 0,139 y la inclinación orbital 8,306 grados. Emplea 1504,62 días en completar una órbita alrededor del Sol.
Pertenece a la familia de asteroides de (1658) Innes.

## Características físicas
La magnitud absoluta de Lucagrazzini es 14,22. Tiene 3,580 km de diámetro y su albedo se estima en 0,416. 